# Pfarrkirche Pfarrkirchen bei Bad Hall

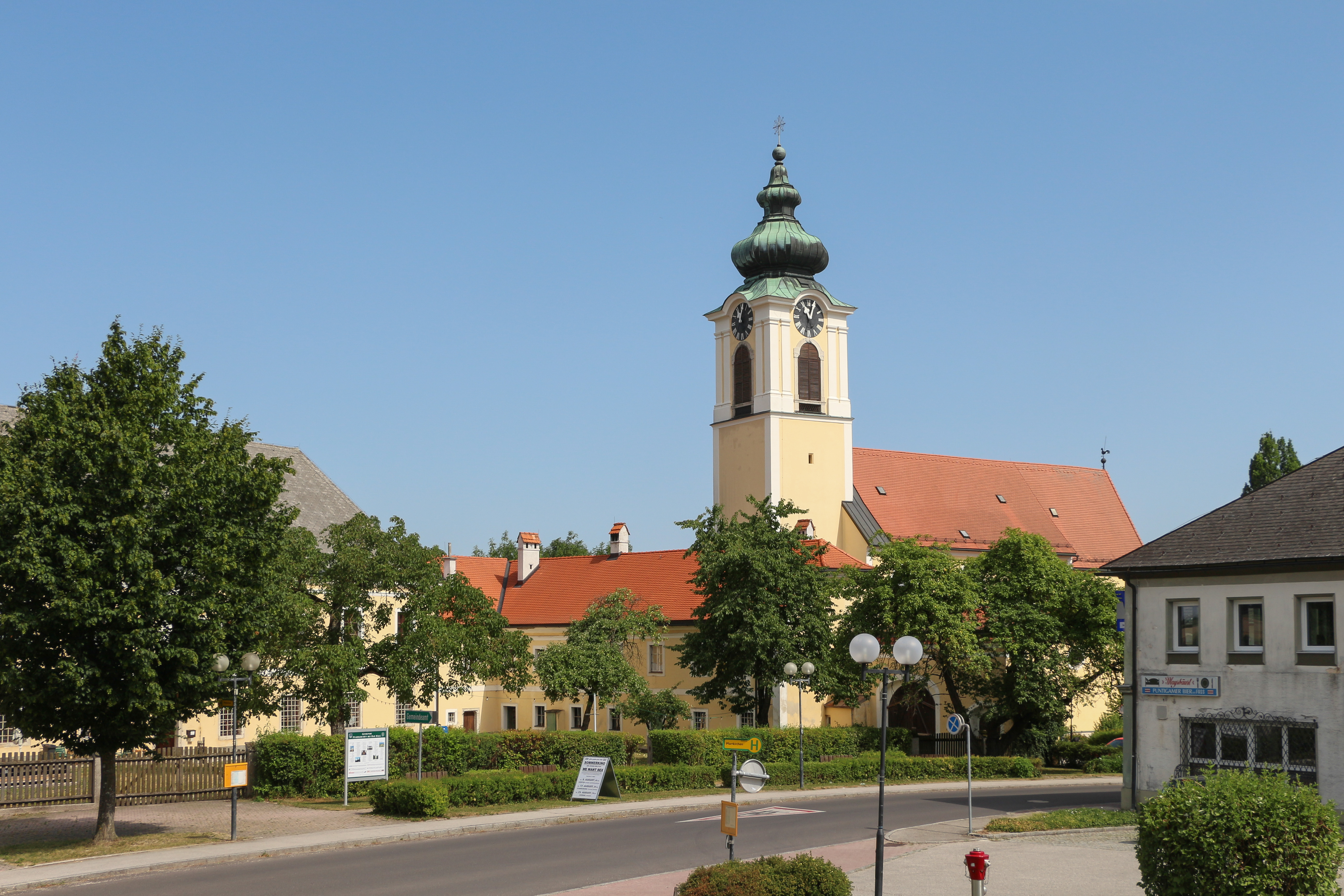
Pfarrkirche hl. Georg in Pfarrkirchen bei Bad Hall

Die Pfarrkirche Pfarrkirchen bei Bad Hall steht im Ort Pfarrkirchen bei Bad Hall in der Gemeinde Pfarrkirchen bei Bad Hall in Oberösterreich. Die römisch-katholische Pfarrkirche hl. Georg – dem Stift Kremsmünster inkorporiert – gehört zum Dekanat Kremsmünster in der Diözese Linz. Die Kirche steht unter Denkmalschutz.

## Geschichte
Eine Kirche wurde 1179 urkundlich genannt. Von 1744 bis 1777 wurde die gotische Kirche vom Stift Kremsmünster aus fast völlig umgebaut und mit dem Anbau von zwei Seitenschiffen erweitert und bemerkenswert im Stil des Rokoko ausgestattet.

## Architektur
Vom ursprünglich gotischen Kirchenbau ist der einjochige Chor mit Fünfachtelschluss und einer 1888 wieder freigelegten gotischen Nische erhalten. An der Südwand des Westturmes im Dachraum ist ein Fresko Christophorus aus der Mitte des 15. Jahrhunderts erhalten. Das dreischiffige dreijochige Langhaus hat flache Hängekuppeln von wunderbarer Farbigkeit und mit fein abgewogenen Lichtverhältnissen. Die Stuckaturen im Chor und in den Oratorien entstanden um 1740/1750, die Stuckaturen im Langhaus im Rokoko in der Mitte des 18. Jahrhunderts. An allen Gewölben sind Fresken mit der Leitlinie des hl. Blutes Christi mit Gegenüberstellungen aus dem Alten Testament vom Maler Wolfgang Andreas Heindl (1748). Die dreiachsige Westempore hat einen vorschwingenden Mittelteil. Der Westturm wurde 1762 erhöht und trägt einen Zwiebelhelm.

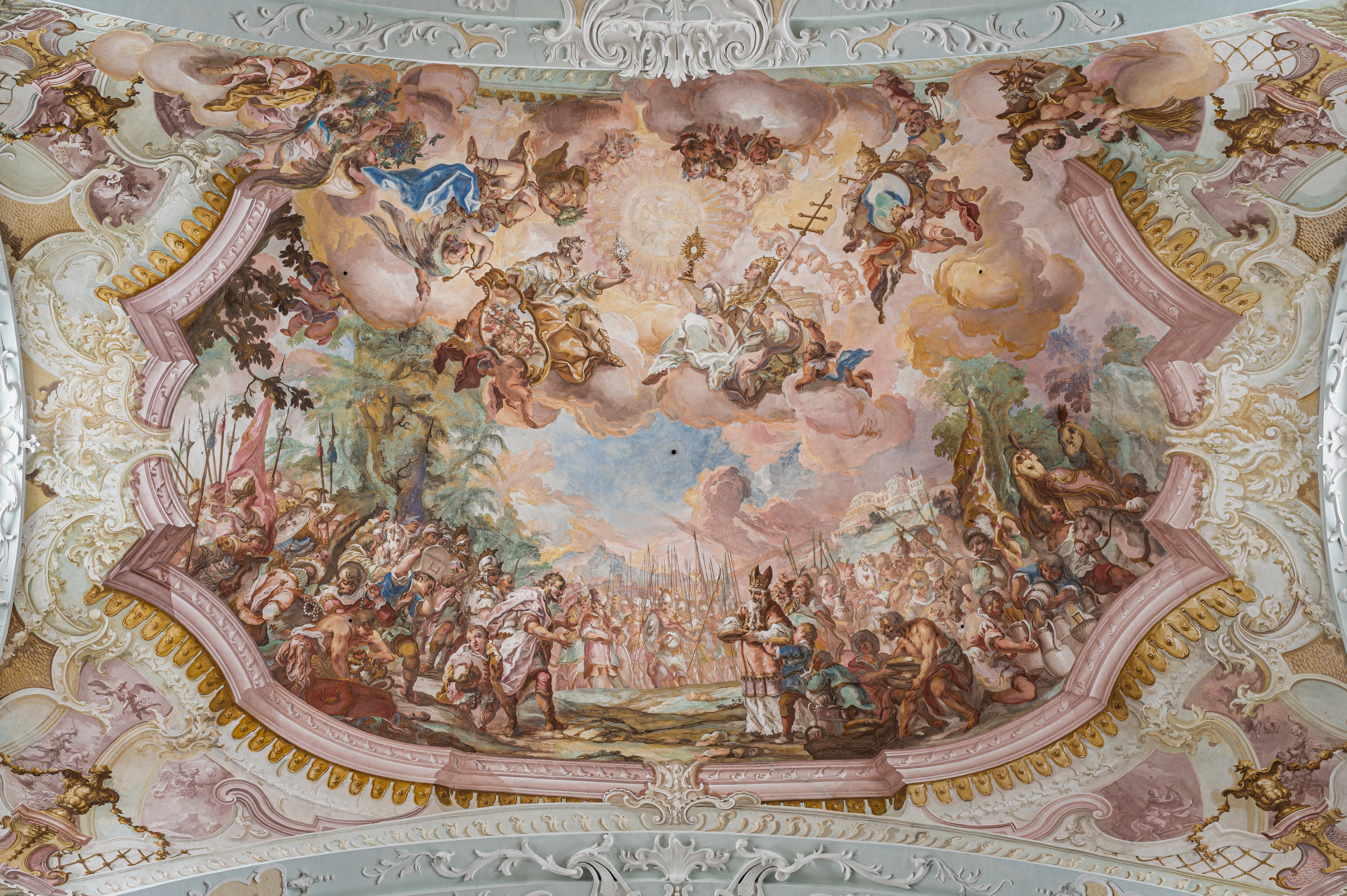
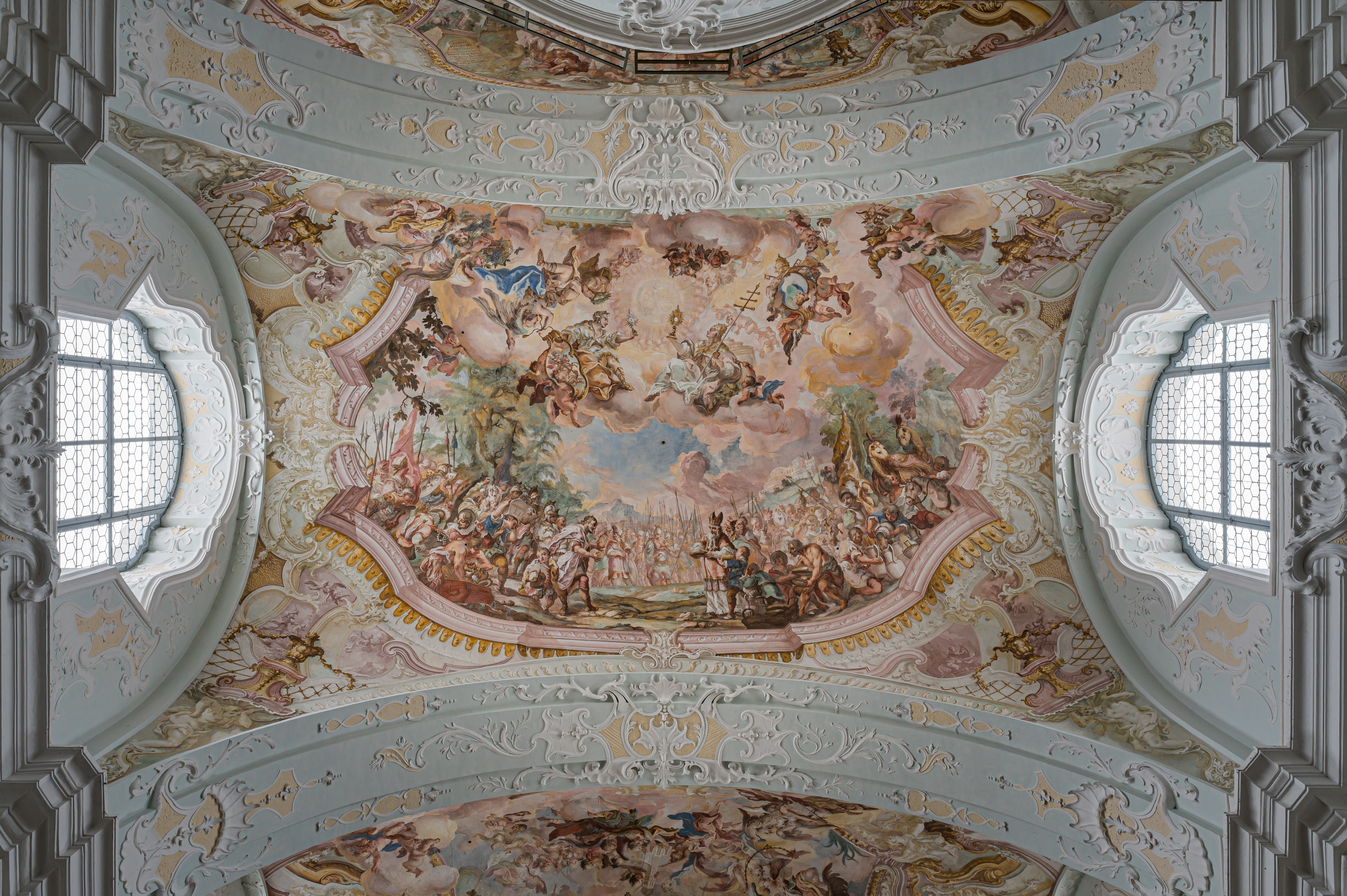
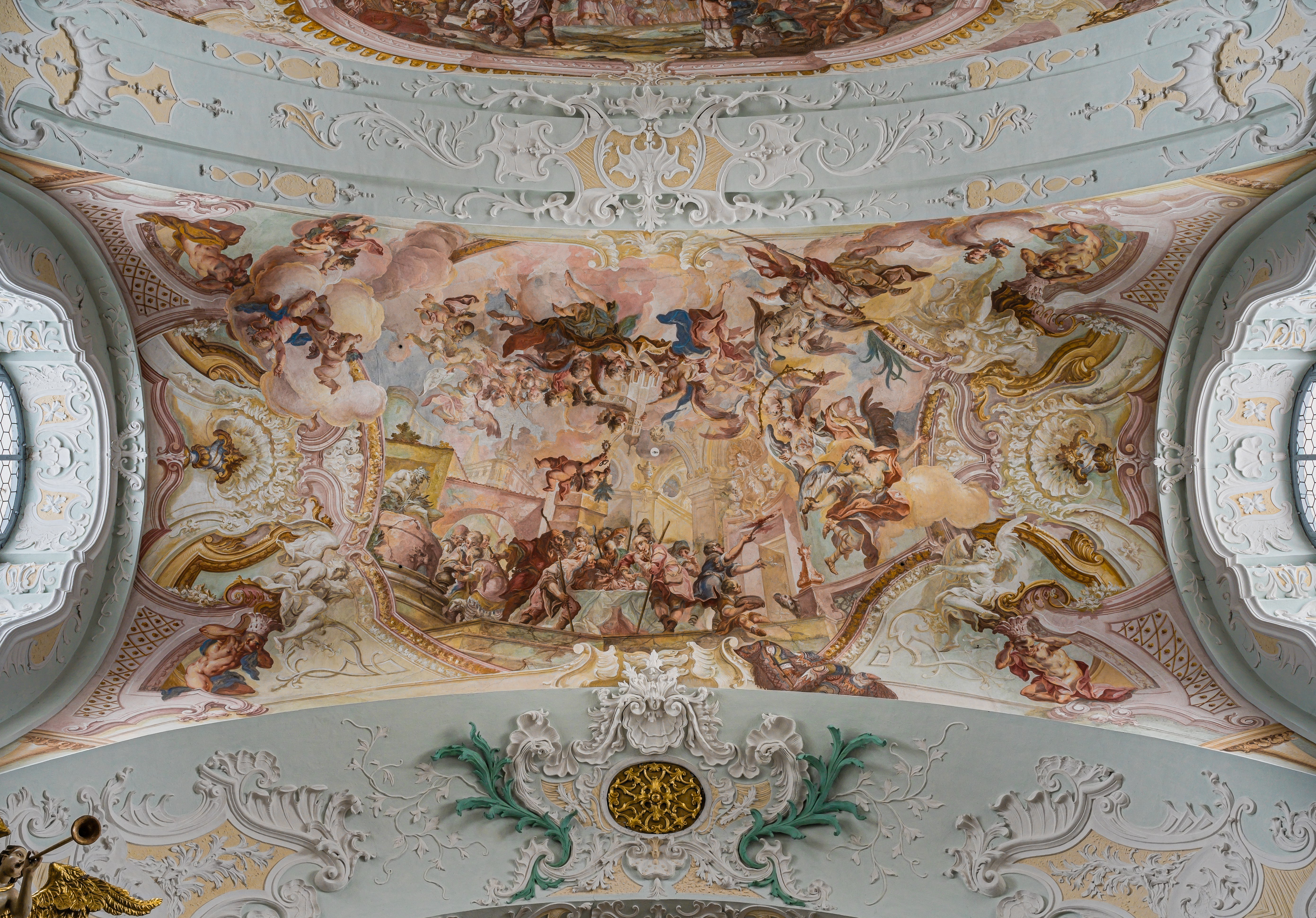

## Ausstattung
Der Hochaltar bildet mit den Chorwänden und Fenstern eine künstlerische Einheit. Der Tabernakel im reichsten Barock schuf wohl Balthasar Melber aus Enns (um 1740). Die Seitenaltäre im frühen Rokoko haben einen reichen plastischen Aufbau. Die Hauptbilder und Aufsatzbilder der Altäre malte Wolfgang Andreas Heindl. Die Kanzel entstand um 1740/1750. Das Chorgestühl und die Kirchenstuhlung sind aus dem 2. Viertel des 18. Jahrhunderts. Die Türen sind intarsiert. Die Oberlichtgitter sind aus Schmiedeeisen. Ein schmiedeeiserner Wandleuchter des Rokoko ist aus dem 3. Viertel des 18. Jahrhunderts. Sechs große Ölbilder aus 1717 bis 1713 des Malers Franz Karl Remp wurden aus der Stiftskirche Kremsmünster hierher übertragen. Die Kreuzwegbilder in ovalen Rahmen entstanden um 1740/1750. Die 1913 von Matthäus Mauracher aus St. Florian erbaute Orgel mit zwei Manualen und zwölf Registern befindet sich in einem dringend restaurierungsbedürftigen Zustand.